# 1. мај 1961. у Сарајеву
1. мај 1961. у Сарајеву је кратак документарни филм из 1961. године.

## Синопсис
Првомајска парада у Сарајеву послужила је као основа за кратку асоцијацију на велике тренутке југословенске револуције и приказ међународне улоге Југославије у борби за слободу и независност поробљених народа света.